# Johann Stadlmayr
Johann Stadlmayr (né vers 1575, probablement à Freising, dans la principauté épiscopale de Frisingue et mort le 12 juillet 1648 à Innsbruck) est un chef d'orchestre et compositeur allemand. Il est pendant de longues années chef de l'orchestre de cour et compositeur au service des princes du Tyrol.

## Biographie
Stadlmayr entre en 1603 dans l'orchestre de la cour de Salzbourg, où une ascension rapide l'amène au poste de chef d'orchestre de la cour. Dès 1607, il est également nommé par Léopold V chef de l'orchestre de cour à la cour d'Innsbruck.

## Œuvres
Son travail de composition comprend avant tout des œuvres religieuses. 21 de ses compositions ont été imprimées – chez des éditeurs d'Augsbourg, de Munich, de Passau, de Vienne, de Ravensbourg, d'Anvers et d'Innsbruck.